# Cyllopoda
Cyllopoda is een geslacht van vlinders uit de familie van de spanners (Geometridae) en de onderfamilie Sterrhinae.

## Soorten
- C. angusta Warren, 1897
- C. angustistriga Warren, 1904
- C. bipuncta Warren, 1906
- C. breviplaga Dognin, 1906
- C. claudicula Dalman, 1823
- C. expansifascia Prout, 1917
- C. gibbifrons Prout, 1917
- C. jatropharia Linnaeus, 1758
- C. latiflava Warren, 1905
- C. nigrivena Prout, 1917
- C. ovata Warren, 1907
- C. postica Walker, 1854
- C. protmeta Prout, 1938
- C. radiata Warren, 1906
- C. roxana Druce, 1885